# スプリングフィールドM1863
スプリングフィールドM1863(英:Springfield Model 1863)は、1863年から1865年にかけてスプリングフィールド造兵廠で製造された58口径(14.7 mm)のマスケット・ライフル銃。

## 概要
M1863は、スプリングフィールドM1861のマイナーチェンジモデルである。このため、しばしばM1861のバリエーションのひとつと分類されることがある。M1861は、全てのバリエーションを含めて70万丁が製造され、南北戦争で最も多く使用された小銃であった。M1863はスプリングフィールド造兵廠で製造された、最後の前装式小銃である。
M1863には2つのバリエーションがあった。タイプ I はバンド・スプリングを廃止し、楕円形のクランプ・バンドを持つ平らな銃身バンドを採用した。また、新型の槊杖、焼入れしたロック、新型の撃鉄、再設計したボルスター（雷管チャンバー）も採用された。これらの改良のうちのいくつかはコルト社が製造したM1861である、「コルト・スペシャル」に基づくものであった。1863年に273,265丁のタイプ I が製造された。
タイプ II はしばしばM1864と呼ばれることがあるが、通常はM1863のバリエーションとみなされる。タイプ IIでは、固い楕円バンドに代わって再びバンドスプリングが採用され、3リーフ式の照準器を1リーフ式に改めた、1864年から1865年にかけて255,040丁のタイプ II が製造された。
南北戦争終了前に、前装式の小銃は時代遅れで廃棄すべきとみなされた。南北戦争後、多くのM1863が後装式の「トラップドア・スプリングフィールド」に改造された。前装式の発射速度は毎分3-4発であるが、後装式にしたことにより毎分8-10発に向上した。M1863を後装式に改造するための費用は$5程度であり、新たに小銃を製造する費用は$20であった。従って、改造M1863はアメリカ軍にとって大きなコスト削減となった。

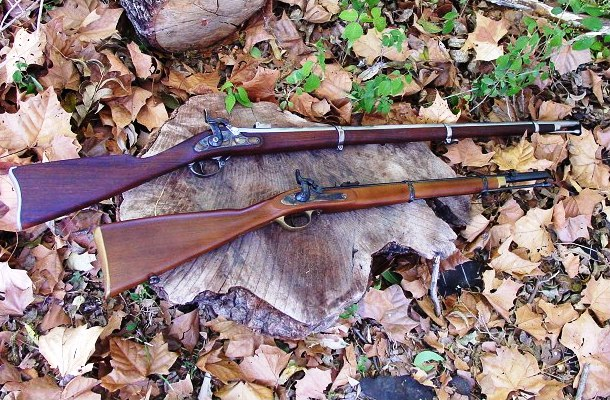
スプリングフィールドM1863とエンフィールド銃
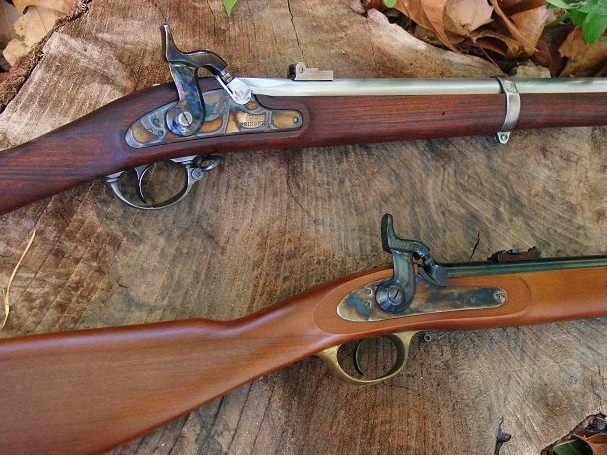
スプリングフィールドとエンフィールドの作動部分
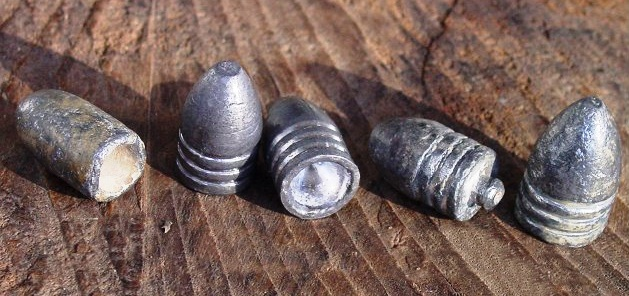
ミニエー弾

## 参考資料
- Earl J. Coates and Dean S. Thomas, An Introduction to Civil War Small Arms, Thomas Publications (PA); 1 edition (May 1990). ISBN 978-0939631254
- Ian V. Hogg, Weapons of the Civil War, Chartwell Books (July 1995). ISBN 978-0785804307